# Jacin Trill
Jacin Koot (Hoorn, 12 juli 1998), beter bekend onder zijn artiestennaam Jacin Trill, is een Nederlands rapper. Hij staat onder contract bij platenlabel Sony Music en verwierf bekendheid met zijn hit Kspreyopjebytch. Andere bekende hits zijn rozeswoesh en Nikes, waarop Bokoesam ook te horen is.

## Carrière
Jacin Koot bracht eind 2016 verschillende nummers via SoundCloud uit voordat hij in 2017 samen met producer 808milli de mixtape Happyland uitbracht.
De eerste videoclip van de Happyland-tape was het nummer Kspreyopjebytch. Het nummer werd opgepikt door rappers Bokoesam en Ronnie Flex. Een half jaar nadat Happyland was verschenen, brak Koot zijn opleiding aan de Nederlandse Pop Academie af, omdat hij het te druk met optredens had.
In november 2017 werd de videoclip van zijn nummer Rozeswoesh opgepikt door het Amerikaanse hiphopmedium WorldStarHipHop, waarbij Koot The World's First Deaf Rapper werd genoemd. Als gevolg hiervan kwam Koot in contact met de Amerikaanse rapper Ugly God. In december 2017 vertrok Koot samen met producer 808milli naar Amerika om met Ugly God aan muziek te werken. Hieruit kwam het nummer lettetznow voort.
Rond die tijd werkte Koot in een studio in Nederland ook samen met Bokoesam. Deze samenwerking beviel zo goed dat beiden besloten een gezamenlijke ep uit te brengen.
Op 9 februari 2018 kwam de gezamenlijke ep van Koot en Bokoesam uit, getiteld Zo vader, zo zoon. Het album wist op nummer 1 in de Album Top 100 binnen te komen. Naar aanleiding van het succes van de ep besloot het duo te gaan toeren.

## Discografie

### Albums
| Jaar | Album               | Vlag van Nederland | Vlag van Nederland | Vlag van België | Vlag van België | Opmerkingen                |
| Jaar | Album               | 100                | weken              | 200             | weken           | Opmerkingen                |
| ---- | ------------------- | ------------------ | ------------------ | --------------- | --------------- | -------------------------- |
| 2017 | Happyland           | 11                 | 39                 | 87              | 27              |                            |
| 2018 | Zo vader, zo zoon   | 1                  | 15                 | 50              | 9               | met Bokoesam               |
| 2018 | Happyland 2.0       | 2                  | 16                 | 19              | 15              |                            |
| 2018 | Jacin               | 8                  | 7                  | 37              | 5               |                            |
| 2019 | Based Universe      | 7                  | 6                  | 47              | 1               | met Leafs                  |
| 2019 | Baby met een mening | 65                 | 1                  | -               | -               | geen hitnotering in België |

### Singles
| Jaar | Act                                      | Nummer               | Vlag van Nederland | Vlag van Nederland | Opmerkingen                |
| Jaar | Act                                      | Nummer               | 100                | Weken              | Opmerkingen                |
| ---- | ---------------------------------------- | -------------------- | ------------------ | ------------------ | -------------------------- |
| 2018 | Jacin Trill met Bokoesam                 | Nikes                | 24                 | 8                  | tip in Vlaamse Ultratop 50 |
| 2018 | Jacin Trill met Bokoesam, Anbu en Jiri11 | Hoi aangenaam        | 58                 | 2                  |                            |
| 2018 | Ugly God met Jacin Trill                 | lettetznow           | 74                 | 1                  |                            |
| 2018 | Kid de Blits met Jacin Trill             | Gucci Bandana        | 99                 | 1                  |                            |
| 2018 | Jacin Trill met Bokoesam                 | Zo vader, zo zoon    | 40                 | 2                  |                            |
| 2018 | Jacin Trill met Bokoesam                 | Gevulde cups         | 60                 | 1                  |                            |
| 2018 | Jacin Trill met Bokoesam                 | Gouden koets         | 70                 | 1                  |                            |
| 2018 | Jacin Trill met Bokoesam                 | Op mijn phone, pt. 2 | 91                 | 1                  |                            |
| 2018 | Jacin Trill met Bokoesam                 | Maccie Menu          | 93                 | 1                  |                            |
| 2018 | Makkie met Jacin Trill en Drummakid      | Kop op een thot      | 89                 | 2                  |                            |
| 2018 | Ronnie Flex met Jacin Trill              | 2 cups               | 7                  | 3                  |                            |
| 2018 | Esko met Jacin Trill en Jonna Fraser     | Money Dance          | 40                 | 2                  |                            |
| 2018 | Jacin Trill                              | Clout                | 95                 | 2                  |                            |
| 2018 | Jacin Trill                              | Byenkorf             | 25                 | 5                  | tip in Vlaamse Ultratop 50 |
| 2018 | Jacin Trill                              | Keshinkeshout        | 85                 | 1                  |                            |
| 2018 | Jacin Trill                              | Teddiebeer           | 87                 | 1                  |                            |
| 2018 | Jacin Trill                              | Hokuspokus           | 92                 | 1                  |                            |
| 2018 | Jacin Trill met Suigeneris               | Zoeyzo (Ofosho)      | 81                 | 1                  |                            |
| 2018 | Jacin Trill met $hirak                   | Jacin                | 62                 | 3                  |                            |
| 2018 | Jacin Trill met Bokoesam en Yung Nnelg   | Vanaf het begin      | 98                 | 1                  |                            |
| 2018 | Jacin Trill                              | Palm Angels          | 56                 | 1                  |                            |
| 2018 | Jacin Trill met $hirak                   | Niet meer leven      | 82                 | 1                  |                            |
| 2019 | Jacin Trill met Henkie T                 | F.A.C.T.S            | 35                 | 2                  | tip in Vlaamse Ultratop 50 |
| 2019 | Jacin Trill met Trobeats                 | Mona Lisa            | 84                 | 1                  |                            |
| 2019 | Jacin Trill met Leafs                    | 10 + 4               | 50                 | 2                  | tip in Vlaamse Ultratop 50 |
| 2019 | Jacin Trill met Leafs                    | Geheim               | tip 3              | 4                  |                            |
| 2019 | Jacin Trill met Leafs                    | Based Universe       | tip 26             | 1                  |                            |
| 2020 | Jacin Trill met Narco Polo/Aram          | Smoke                | tip 4              | 1                  |                            |
| 2020 | Jacin Trill met Henkie T                 | Buzzdown             | 84                 | 1                  |                            |